# Сибли (Мисури)
Сибли (енгл. Sibley) град је у америчкој савезној држави Мисури.

## Демографија
По попису из 2010. године број становника је 357, што је 10 (2,9%) становника више него 2000. године.
| Група             | 2000.       | 2010.       |
| Белци             | 326 (93,9%) | 330 (92,4%) |
| Афроамериканци    | 5 (1,4%)    | 0 (0,0%)    |
| Азијати           | 1 (0,3%)    | 0 (0,0%)    |
| Хиспаноамериканци | 11 (3,2%)   | 14 (3,9%)   |
| Укупно            | 347         | 357         |